# Det som varit ÄR
Det som varit ÄR är det fjärde och sista studioalbumet av det svenska vikingarockbandet Hel. Det släpptes 2003 av Hel Records och pressades på nytt 2008 av Vikingarock Records.

## Låtlista
Alla låtar är skrivna och komponerade av Hel. 
| Nr           | Titel                | Längd |
| ------------ | -------------------- | ----- |
| 1.           | Doften av ångest     | 3:31  |
| 2.           | Spikar i mitt hjärta | 3:05  |
| 3.           | För evigt farväl     | 3:15  |
| 4.           | Vilddjursjakt        | 2:58  |
| 5.           | Moders barm          | 3:01  |
| 6.           | Skrivet i mitt blod  | 2:53  |
| 7.           | Två världar          | 3:22  |
| 8.           | Den frälste          | 2:51  |
| 9.           | Timglas              | 2:58  |
| 10.          | Fria norr            | 13:59 |
| Total längd: | Total längd:         | 41:54 |